# Almadrà
Almadrà (pronúncia local: [əwmə'ðra]) és un llogaret del terme municipal d'Alaró, a la Serra de Tramuntana de Mallorca, que dona nom al Clot d'Almadrà i que agrupa tres possessions: Son Ordines, Can Xalet i la Casa d'Amunt. Està situat a la part septentrional del terme, al sud del puig dels Tossals Verds.

## Situació
Està situat a la part septentrional del terme, al sud del puig dels Tossals Verds. Almadrà té al nord les elevacions meridionals del massís dels Tossals Verds, amb el puig de la Senyora Coloma (499 m), s'Esquerdar (540 m) i ses Cuculles (760 m). Per l'extrem occidental d'aquestes elevacions arriba el torrent d'Almadrà, passant per un estret barranc entre les terres de sa Casa Nova i els Tossals Verds. A l'extrem oriental hi ha la continuació de la vall, cap a sa Colomina, ses Marjades i la zona dels Rafals de Mancor. A l'est, confronta amb Almadrà, el puig de Sant Miquel i Oliclar. Al sud, el puig de l'Alcadena, Cal Senyor, Son Cocó, el puig de sa Creu i les Cases Noves.

## Possessions
Almadrà ja apareix documentat en el Llibre del Repartiment de Mallorca (1232). En la segona meitat del segle xvi la família Vallès passà a ser la propietària de la contrada i afegí el topònim Almadrà al cognom. Miquel Bonaventura Vallès d'Almadrà Orlandis (1723-1790) fou nomenat marquès de Solleric i vescomte d'Almadrà (1770).
La Casa d'Amunt està situada al nord del llogaret. És una construcció de tres plantes amb un portal forà de mig punt, adovellat i amb brancals. És l'edificació més antiga. Té capella i tafona.
Can Xalet està afegida a la Casa d'Amunt. Té la façana de pedra viva, amb el portal forà d'arc rodó i adovellat, i un altre portal de llinda amb capitells motllurats. Té capella amb pintures barroques.
Son Ordines té les cases a la part sud-occidental del conjunt. La façana principal té tres plantes d'alçat. El portal forà, situat asimètricament a l'esquerra de la façana, és d'arc rodó. Té una clastra de planta rectangular. La capella és del segle xviii. La tafona és al fons de la clastra amb data de 1769 gravada en el portal de llinda.

## Indrets remarcables
- Coll d'Almadrà. Coll situat en el terme d'Alaró, entre Oliclar i Son Ordines d'Almadrá.
- Cova d'Almadrà. Cavitat situada en el terme d'Alaró, ran de la partió amb Mancor i prop del vell camí que anava des de Mancor al Clot d'Almadrà.
- Forat d'Almadrà. Cavitat situada en el terme d'Alaró, poc abans d'arribar a les cases del mateix nom i a 280 m. d'altària sobre el nivell de la mar. Catalogat com a avenc de 15 a 20 metres de fondària. Té aixecament topogràfic.[3]